# Profile Intermedia
Profile Intermedia war ein internationales Medien- und Designfestival in Bremen.
Ab 1998 organisierte jedes Jahr ein Team von Studenten der Hochschule für Künste Bremen unter der Leitung von Peter Rea und Nick Kapica diese dreitägige Veranstaltung. Dabei ging es um den „Crossover in Design, Kunst, Musik, Medien und Theorie“. Der Veranstaltungsort befand sich in einer ehemaligen Fabrikanlage in der Überseestadt Bremen. Das Very Fast Film Festival war ab 2005 Teil der Konferenz.

## Themen
Die Konferenz steht jedes Jahr unter einem Motto:
- 1998 Profile Intermedia
- 1999 Profile Intermedia 2
- 2000 Profile Intermedia 3 – Fusion
- 2001 Profile Intermedia 4 – Motion/Emotion/(E)Motion
- 2002 Profile Intermedia 5 – Kontrast
- 2003 Profile Intermedia 6 – Voyeur
- 2004 Profile Intermedia 7 – Magnificent 7
- 2005 Profile Intermedia 8 – Achtung! Dangerous Ideas at Work
- 2006 Profile Intermedia 9 – The Tower of Babel